# 永川機場
永川機場是重慶市的一個機場，位於永川縣城南門外約1公里處。

## 历史
為抗戰前後修建，永川機場場面為350公尺見方，該機場東側有公路經過。